# مدرسه آلیانس کرمانشاه
مدرسه آلیانس نام یکی از مدارس قدیم شهر کرمانشاه است. این مدرسه داری دو شعبهٔ پسرانه و دخترانه بود.

## تاریخچه
«مدرسه آلیانس اسراییلیت کرمانشاه» در یکم اکتبر سال ۱۹۰۲ میلادی به عنوان شعبه‌ای از مدارس جهانی آلیانس از سوی اتحاد جهانی آلیانس و به مدیریت فردی به نام مسیو سدی راه‌اندازی شد. در این مدرسه دروسی مانند زبان عبری، تعلیمات دینی یهودیان، زبان فرانسوی، ریاضیات، علوم طبیعی، فیزیک، تاریخ و جغرافیا تدریس می‌شد. دانش آموزان غیر یهودی هم در این مدارس پذیرفته می‌شدند و در کنار یهودیان درس می‌خواندند. مدارس آلیانس بعد از شهریور ۱۳۲۰ با نام «مدارس ملی اتحاد» به فعالیت خود ادامه دادند. در ابتدا مدیریت مدرسه در دست آموزگاری به نام «سدی» قرار گرفت ولی در سال‌های اول مشروطیت، مردی به نام «ساگه» (یا ساگز؟) جای او را گرفت.
در سال ۱۹۷۷ میلادی، تعداد دانش آموزان مدرسهٔ آلیانس کرمانشاه ۳۱۴ نفر بود که ۱۷۱ نفر از آن‌ها یهودی بودند.
دانش‌آموزانی که در مدرسه‌های محتشمیه و اسلامیه زبان فرانسه آموخته‌بودند و به دلیل تعطیلی این مدرسه‌ها آن را نیمه‌کاره رها کرده‌بودند، با راه‌اندازی مدرسهٔ آلیانس توانستند تحصیل خود در زمینهٔ زبان فرانسه را پی بگیرند. همچنین مدرسهٔ آلیانس برای آموزش زنان یک مدرسه تأسیس کرد. افزون بر این مدرسهٔ آلیانس کرمانشاه در شهرهای کرند، قصر شیرین و کنگاور که دارای جمعیت یهودی قابل توجهی بودند نیز شعبه‌هایی دایر کرد، اما این شعبه‌ها پس از مدتی تعطیل شده و دانش‌آموزان یهودی به مدرسه‌های دولتی انتقال داده شدند.

## مدیران مدرسه
- مسیو سدی: از یکم اکتبر ۱۹۰۲ تا اواخر نوامبر ۱۹۰۵
- مسیو ساگز: از اواخر نوامبر ۱۹۰۵ تا یکم ژوئیهٔ ۱۹۰۸
- مسیو کهن: از یکم دسامبر ۱۹۰۸ تا نوامبر ۱۹۰۹
- مسیو فرانکو: از یکم نوامبر ۱۹۰۹ تا آخر اکتبر ۱۹۱۹
- میرزا حسن خان خطاط (به عنوان کفیل) تا دسامبر ۱۹۲۴
- مسیو نوهورا: از یکم دسامبر ۱۹۲۴ تا ۱۵ اکتبر ۱۹۲۵
- مسیو ملکی: از ۱۵ اکتبر ۱۹۲۵ تا؟[۱]

## دانش آموختگان
- ادوارد ژوزف
- عبدالحسین آذرنگ
- میرجلال الدین کزازی
- شموئل حییم